# Litauisch-Polnisch-Ukrainische Brigade
Die Litauisch-Polnisch-Ukrainische Brigade ist eine geplante, und seit 2017 einsatzfähige Brigade, die insbesondere durch die Politik der Ukraine und die Skepsis Russlands bislang nicht eingesetzt wurde.
Als problematisch wird auch die Verflechtung der zwei NATO-Staaten mit einem Nicht-NATO-Staat angesehen, da im Falle eines Angriffs auf einen Nicht-NATO-Staat auch die anderen Staaten involviert werden könnten und so die Beistandklausel der NATO greift.

## Geschichte

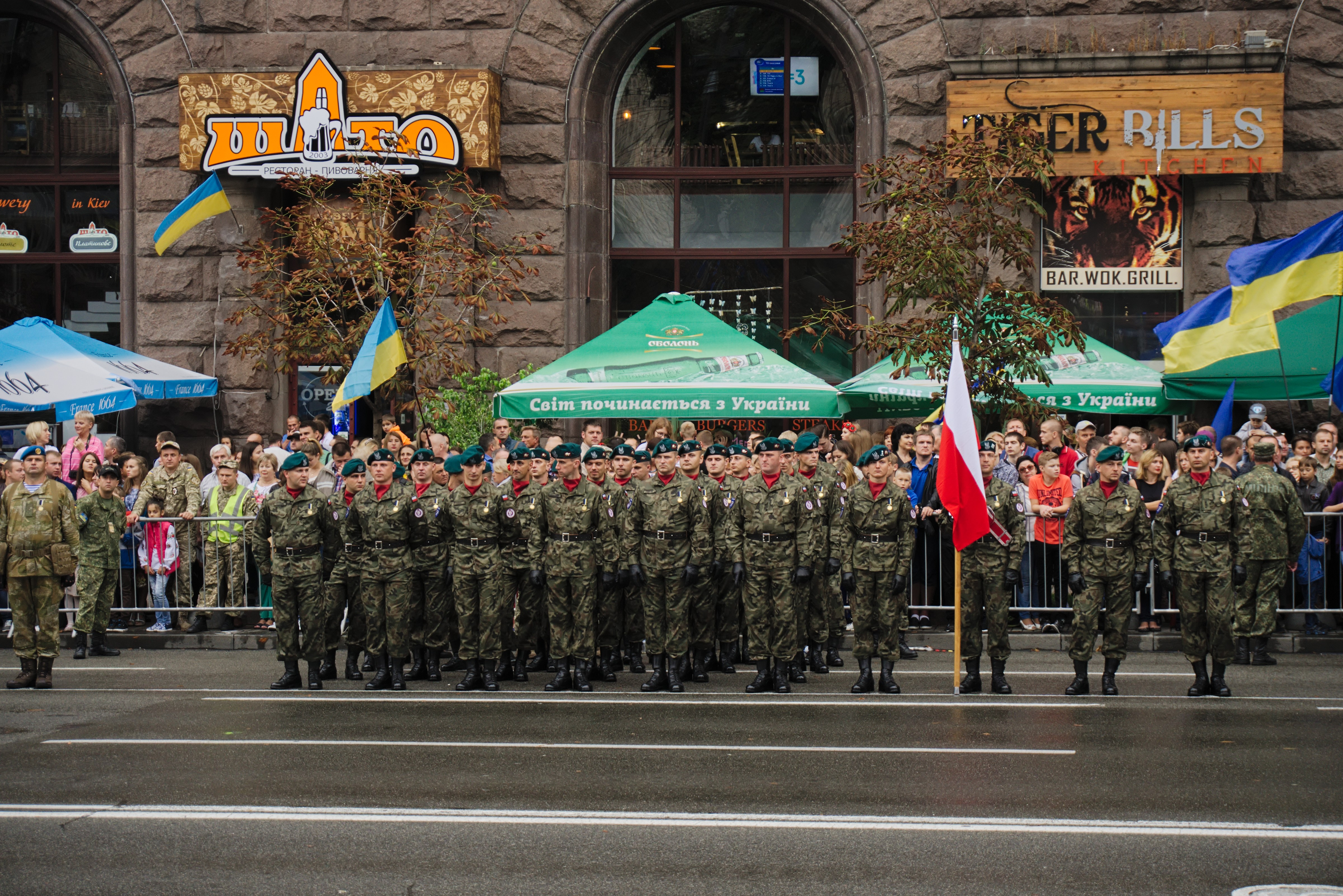
Angehörige der Brigade während einer Militärparade in Kiew, 2016

Am 14. Juni 2009 – während eines Treffens der EU-Verteidigungsminister – vereinbarte man die Gründung der Brigade. Am 16. November 2009 wurde vereinbart, dass die Brigade 2011 bereit und einsatzfähig sein soll. Im Jahre 2011 hat man diesen Termin auf das Jahr 2013 verschoben.
Am 17. März 2014 kam es auf Intention des polnischen Ministers und vor dem Hintergrund der russischen Annexion der Krim zu einer Reaktivierung der Vorbereitungen.
Der polnische Verteidigungsminister verfolgte das Ziel, die Ukraine somit stärker an die Westmächte zu binden. 
Spätestens in einigen Jahren soll die Brigade einsatzfähig sein.
Anfang Februar 2015 bestätigte das ukrainische Parlament das im Januar abgeschlossene Abkommen.
Im Oktober 2017 wurde bekanntgegeben, dass die Brigade den Namen Kostjantin Ostrogski tragen soll.

## Organisation
Die 4500 Mann starke Truppe soll ihren Sitz in Lublin haben, sie soll als Reserve für internationale Einsätze der NATO und Europäischen Union dienen.
Am 26. November 2014 wurde bekannt, dass langfristig eine Militärkooperation aufgrund der Ukraine-Krise zwischen den drei Staaten angestrebt wird und auch Waffenlieferungen möglich seien. Ein verlängerter Arm der Waffenlieferungen über das NATO-Land Litauen wurde aber ausgeschlossen, „es werden nur eigene Bestände an die Ukraine geliefert werden“.